# Bernhard von Neher
Karl Joseph Bernhard von Neher, född den 16 januari 1806 i Biberach an der Riß, död den 17 januari 1886 i Stuttgart, var en tysk målare. Han var syssling till Michael Neher.
Neher studerade i Stuttgart och i München för Peter von Cornelius. Där utförde han bland annat en kartong, Josef igenkännes av sina bröder, och målningen Ulriks av Württemberg död vid Döffingen, vistades sedan fyra år i Rom och målade där 1831 Änkans son i Nain (Stuttgarts museum). I München utförde han en frismålning på Isartor och i fresk 1833 Kejsar Ludvigs av Bayern intåg efter slaget vid Ampfing. I Weimar målade han fresker efter Goethes och Schillers dikter, var en tid direktör för akademien i Leipzig samt blev 1846 professor vid och 1867 direktör för konstskolan i Stuttgart. Bland hans övriga verk märks monumentala historiska bilder, såsom en Korsfästelse för kyrkan i Ravensburg (1850), Nedtagningen från korset (Stuttgarts museum) och Noaks tackoffer (1861), alla i olja, samt kartonger till glasmålningar.